# Geranosaure
Geranosaure (Geranosaurus) és el nom donat a un gènere dubtós de dinosaure que va viure al Juràssic inferior. És conegut a partir d'un os de la mandíbula i elements de les extremitats descoberts a Sud-àfrica. A causa de les poques restes trobades, es considera nomen dubium. Es classifica com a ornitisqui basant-se en la mandíbula.
L'espècie tipus, Geranosaurus aatvus, fou descrita per Robert Broom l'any 1911.